# 장하람
장하람(장지은)(1984년 12월 10일 ~ )은 대한민국의 배우다.

## 영화
- 하숙집 (2014) - 서영 역
- 차이나타운 (2015) - 텐프로14 역
- 비밀: 아내의 남자 (2015) - 지윤 역
- 금지된 섹스, 달콤한 복수 (2016) - 조연

## 드라마
- MBN 기막힌 이야기 실제상황 (2014년~2020년)
- TV조선 이것은 실화다 (2014년~2016년)